# Інваріанти електромагнітного поля
Інваріанти електромагнітного поля — функції напруженостей електричного та магнітного полів, які не змінюються при переході від однієї системи відліку до іншої.
Електричне і магнітне поле, створені зарядами і струмами, для спостерігачів у різних системах відліку суть різні. Це неважко зрозуміти, розглянувши поле, створене зарядом. Для спостерігача в тій системі відліку, відносно якої заряд непорушний, це поле чисто електричне, а спостерігач, який рухається відносно заряду, зафіксує як електричне, так і магнітне поле, оскільки в його системі відліку заряд рухається, створюючи струм.
Однак, із напруженостей електричного та магнітного полів можна сформувати певні вирази, які будуть однаковими в будь-якій системі відліку. Ці вирази називаються інваріантами електромагнітного поля.
Існує два інваріанти: 
{\displaystyle F_{ik}F^{ik}={\text{inv}}}
{\displaystyle e^{iklm}F_{ik}F_{lm}={\text{inv}}},
де {\displaystyle F^{ik}} — 4-тензор електромагнітного поля, {\displaystyle e^{iklm}} — одиничний антисиметричний тензор.
В звичніших позначеннях ці інваріанти переписуються як
{\displaystyle \mathbf {E} ^{2}-\mathbf {H} ^{2}={\text{inv}}}
{\displaystyle \mathbf {E} \cdot \mathbf {H} ={\text{inv}}}
де {\displaystyle \mathbf {E} } — напруженість електричного поля, {\displaystyle \mathbf {H} } — напруженість магнітного поля.

## Наслідки
Якщо електричне і магнітне поле перпендикулярні одне до іншого в одній системі відліку, то вони перпендикулярні в усіх інших системах відліку. Якщо напруженості електричного і магнітного полів дорівнюють одна одній в одній системі відліку, то вони дорівнюють одна одній у будь-якій іншій системі відліку.
Якщо в якійсь системі відліку E > H, то це залишатиметься справедливим у будь-якій системі відліку. Якщо між векторами {\displaystyle \mathbf {E} } та {\displaystyle \mathbf {H} } гострий або тупий кут в одній системі відліку, то це справедливо для будь-якої іншої системи.